# David Sexsmith
David Sexsmith (* Lennox County, Ontario, 1871; † Sexsmith 1942) ist der Namensgeber des Ortes Sexsmith in Alberta. Er und seine Frau Cliffe zählten zu den ersten Siedlern in der Region. Sie unterhielten einen Laden, eine Art Hotel und ein ausgedehntes Fischcamp mit etwa 20 Blockhütten.

## Leben
Sexsmiths Eltern stammten aus den USA, ein Land, das sie nach dem Ende des Unabhängigkeitskrieges als pro-britische Loyalisten verlassen mussten. Sexsmith ging 1890 nach Manitoba. Von dort zog er nach Edmonton in Alberta, dann in den Peace River District, wo er von 1898 bis 1901 der Fallenstellerei, der Goldsuche und dem Transport von Gütern nachging. 1901 ging er wieder nach Edmonton, wo ihn französische Pelzhändler, die Revillon Frères zeitweise beschäftigten.
Am 16. Juni 1909 heiratete er Cliffe Hinkley, die 1888 ebenfalls aus den USA eingewandert war. Sie stammte aus Ashland in Nebraska. 16 Jahre alt, war sie mit ihrer Familie in diesem Jahr nach Ponoka in Alberta, später nach Edmonton gezogen. Dort heiratete das Paar. Cliffe brachte im März 1910 die Tochter Ruth zur Welt.
Im November zogen die drei auf einem Schlitten nordwärts. Dabei führten sie auf zugefrorenen Flüssen und Winterpfaden ein Fass Rum mit. Damit fuhren sie zunächst nach Athabaska Landing, dann zum Little Slave River und über den Lesser Slave Lake weiter nach Peace River Crossing. Über den zugefrorenen Peace River ging es weiter bis Allie Brick’s Place. Dort kampierten Mutter und Tochter einen Monat lang, während David Sexsmith nach Edmonton fuhr, um weitere Ausrüstungsgegenstände zu holen. Währenddessen traf seine Frau auf eine Indianerin mit einem Kind auf dem Rücken. Ein solches Kind wird unabhängig von der Stammeszugehörigkeit als Papoose bezeichnet. Frau Sexsmith kam damit erstmals mit indianischen Gepflogenheiten in Berührung, denn sie stellte fest, dass das Kind nicht in Windeln gepackt wurde, sondern dass es in Moos gehüllt wurde, das die Mutter regelmäßig wechselte.
David Sexsmith, der sich angesichts schmelzender Flüsse entschied, im offenen Wagen zu fahren, dann mit der Fähre den Peace River bei Dunvegan zu überqueren, fuhr zusammen mit seiner Frau und seiner Tochter weiter zum Lake Saskatoon, wo sich die beiden nach Land umsahen. Sie entschieden sich für ein Areal, auf dem heute der Ort Sexsmith steht. Jedes Jahr reiste David zum Einkauf nach Edmonton. Seine Frau ging währenddessen häufig auf die Jagd, um ihre Familie zu ernähren.
Im September 1911 kam der Sohn George zur Welt. Um die Hilfe der Hebamme Baird zu bekommen, ritt David Sexsmith nach Grande Prairie, was rund 20 km entfernt lag. Ärzte gab es nicht. Als 1913 der zweite Sohn Walter geboren wurde, kam Dr. Higbee aus Grande Prairie zu ihnen.
Um 1914 wurde die Edmonton, Dunvegan, and British Columbia Railway (E.D. and B.C.) von Edmonton nach Grande Prairie gebaut. Die Sexsmiths nutzten die Tatsache, dass nun mehr Siedler in die Gegend kamen, um einen Laden in Beaver Dam, zwischen Spirit River und der späteren Town of Sexsmith zu eröffnen. Neben einer Scheune zum Unterbringen und Verpflegen der Pferde entstand eine Schlafbaracke für einzelreisende Männer, dazu ein größeres Gebäude für Familien. Darüber hinaus verkauften sie Esswaren und gaben Mahlzeiten aus.
Sechs Schweine dienten der Fleischversorgung, wobei eines der Kinder ein Schwein namens Jimmy als Schlittenhund nutzte. Es wurde nicht geschlachtet und 1915 beim Umzug nach Sexsmith verkauft.
In Bennville, das nach dem 1911 eingetroffenen Siedler J. B. „Benny“ Foster benannt war, und aus dem bald Sexsmith wurde, errichteten und unterhielten die beiden einen General Store und ein Lagerhaus, wo sich alle Waren befanden, die die Farmer nicht selbst produzieren konnten, wie etwa Zucker, Mehl oder Werkzeuge und Maschinen. Die Eisenbahn brachte nun die Waren aus Edmonton, sogar Orangen oder Spielzeug zu Weihnachten. Währenddessen wohnte die Familie in einem Hinterraum des Hauses und übernachtete im Zelt. Später kauften sie ein kleines Hotel und wohnten dort.
Da es keine Schule gab, engagierten die Sexsmiths die Frau des Postmeisters Howard als Lehrerin, die auch Raymond Foster, den Sohn von Ben Foster halbtags unterrichtete. Erst später entstand eine Schule, als genügend Kinder im Dorf lebten.
1928 zog die Familie nach Kelowna und kaufte vor dem Ort 10 Acre Land. Die dorthin führende Straße heißt noch heute Sexsmith Road. Die Kinder gingen auf die Rutland School.
In den 1930er Jahren errichteten die beiden ein Fischcamp am Dee Lake. Dazu kam eine Hütte am Beaver Lake, von wo aus Waren per Schiff weitertransportiert werden mussten, da es keine Straßen gab. Am Fischlager entstanden zunächst zwei Blockhütten, deren Zahl auf zwanzig anwuchs. Dazu wurde von den Öfen über Betten, von Tischen bis Stühlen alles vom Beaver Lake zum Dee Lake transportiert, der 10 km entfernt lag. Das Camp war von Mai bis Oktober geöffnet. Vor allem amerikanische Touristen kamen zum Fischen.
David Sexsmith verstarb 1942, seine Frau unterhielt das Camp weiterhin. Nach dem Zweiten Weltkrieg übernahm es ihr Sohn Walter. Cliffe führte bis zum Verkauf im Jahr 1967 weiterhin die Bücher und die Reservierungslisten.